# Katarína Landlová
Katarína Landlová (* 29. srpna 1984 Český Krumlov) je česko-slovenská zpěvačka.
Poprvé na sebe výrazněji upozornila v soutěži Česko Slovensko má talent 2012, ve které se jako jediná zpěvačka dostala až do finále.
V lednu 2014 pokřtila své debutové album Lepší holky. Deska vznikla v Praze, v nahrávacím studiu a pod taktovkou producenta Armina Effenbergera. Katarína Landlová je autorkou či spoluautorkou většiny písní na svém prvním albu a navzdory jejímu slovenskému původu je celé album v češtině.
Narodila se v Českém Krumlově, oba rodiče jsou však Slováci a na Slovensku také prožila celé dětství. V Praze žije od roku 2003.